# ジャン＝イヴ・ベジオ

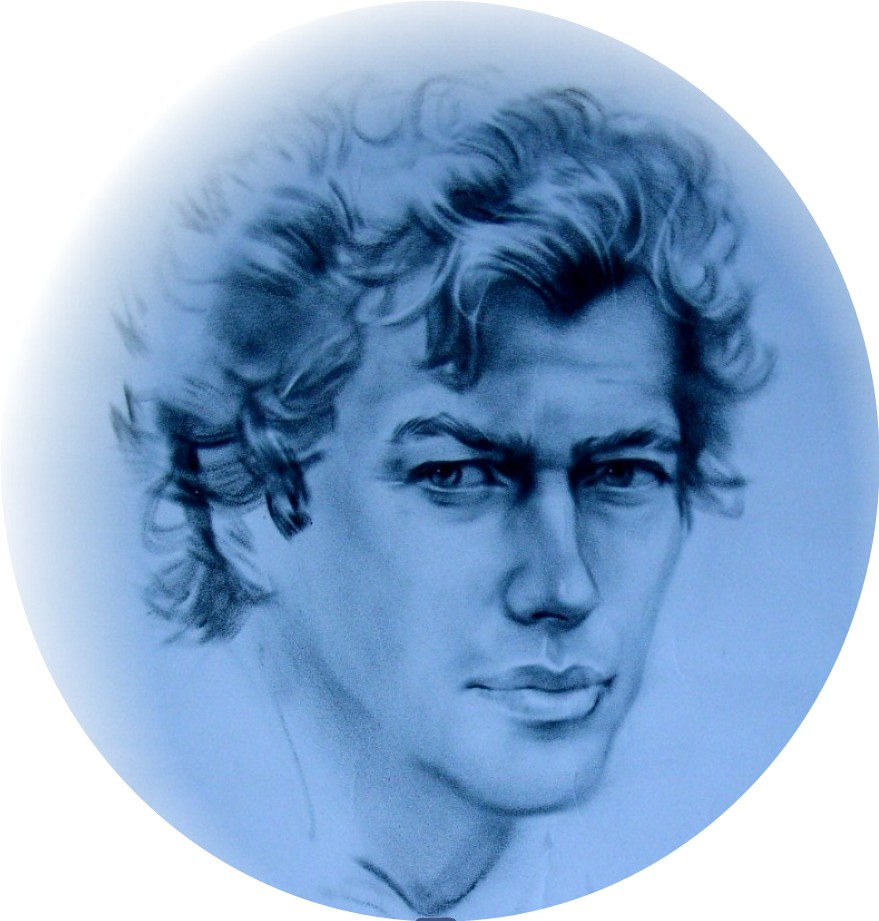

ジャン＝イヴ・ベジオ（Jean-Yves Béziau, 1965年1月15日 - ）は、論理学者。
フランスのオルレアン出身。
Brazilian Research Council - CNPq - (Federal University of Ceara, Brazil)の教授および研究者である。彼は フランスおよびスイスの二重国籍を持つ研究者である。 彼は英語およびポルトガル語および彼の自国語であるフランス語を流暢に話すことができる.彼はこれら３つの言語で仕事をすることが可能であり、これら言語で論文および著書を多数出版している。
彼は論理学者 Newton da Costa教授に師事した（現在は共同研究を実施している）。彼の専門分野は論理学である。特にパラコンシステント論理(paraconsistent logic) およびユニバーサル論理(universal logic)を中心に研究している。彼は博士号(Ph.D) を 哲学 (Philosophy) でサンパウロ大学 (University of São Paulo)から取得している。また同時に、論理学と情報科学基礎の分野の博士号をパリ第7大学から授与されている。
彼は国際雑誌Logica UniversalisおよびブックシリーズStudies in Universal Logicのチーフ編集者 (Editor-in-Chief) および創設者 (founder)である。

## 主な出版
- Logica Universalis: Towards a General Theory of Logic (ed.).  Basel: Birkhäuser Verlag, 2005, Second Edition 2007.  ISBN 3764372591
- Handbook of Paraconsistency (ed. with Walter Carnielli and  Dov Gabbay).  London: King's College, 2007.  ISBN 9781904987734
- Semantic computation of truth based on associations already learned (with Patrick Suppes), Journal of Applied Logic, 2 (2004), pp.457-467.
- "What is paraconsistent logic?"  In D. Batens et al (eds.), Frontiers of Paraconsistent Logic, Research Studies Press, Baldock, 2000, pp. 95-111.  ISBN 0863802532